# Эникали
Эникали (чечен. Энакхаьлла) — село в Курчалоевском районе Чеченской Республики. Административный центр Эникалинского сельского поселения.

## География
Расположено на правом берегу реки Гумс, в 25 км к юго-востоку от районного центра — Курчалой и в 75 км к юго-востоку от города Грозный.
Ближайшие села: на северо-западе — село Ачирешки, на севере — село Корен-Беной, на северо-востоке — сёла Бельты и Ялхой-Мохк, на востоке — село Хашки-Мохк, на юго-востоке — сёла Гезинчу и Шерды-Мохк, на юго-западе — село Гуни.

## История
В 1944 году после депортации чеченцев, и упразднения Чечено-Ингушской АССР, селение Эникали было переименовано в Бежту и заселено выходцами из одноименного населённого пункта Бежта Цунтинского района Дагестана. 
После восстановления Чечено-Ингушской АССР, в 1958 году населённому пункту было возвращено его прежнее название — Эникали, а выходцы из Дагестана переселены обратно.

## Население
| 1990  | 2002  | 2010  | 2012  | 2013  | 2014  | 2015  |
| ----- | ----- | ----- | ----- | ----- | ----- | ----- |
| 671   | ↗1022 | ↗1130 | ↗1132 | ↗1185 | ↗1195 | ↗1199 |
| 2016  | 2017  | 2018  | 2019  | 2020  | 2021  | 2023  |
| →1199 | ↗1208 | ↗1215 | ↗1221 | ↘1213 | ↘1035 | ↗1083 |
| 2024  |       |       |       |       |       |       |
| ↗1099 |       |       |       |       |       |       |

## Тейпы
Тейповый состав села:
- Энакалой,
- Цонтарой,
- Эрсаной[19].